# Pfaffia costaricensis
Pfaffia costaricensis är en amarantväxtart som först beskrevs av Paul Carpenter Standley, och fick sitt nu gällande namn av Borsch. Pfaffia costaricensis ingår i släktet Pfaffia och familjen amarantväxter. Inga underarter finns listade i Catalogue of Life.